# Mirassol Futebol Clube
Il Mirassol Futebol Clube, noto anche semplicemente come Mirassol, è una società calcistica brasiliana con sede nella città di Mirassol, nello stato di San Paolo.

## Storia
Il 9 novembre 1925, il club è stato fondato come Mirassol Esporte Clube.
Nel 1960, un altro club è stato fondato nella stessa città, il Grêmio Recreativo e Esportivo Cultura. Entrambi i club sono diventati rivali fino al 1963, quando disputarono il Campeonato Paulista Série A3.
Nel 1964, il Mirassol Esporte Clube e il Grêmio Recreativo e Esportivo Cultura (noto anche con l'acronimo GREC) si sono fusi, e il nuovo club è stato nominato Mirassol Atlético Clube.
Nel 1982, il Mirassol Atlético Clube è fallito, e il club è stato rinominato Mirassol Futebol Clube.
Nel 1997, il Mirassol ha vinto il suo primo titolo, il Campeonato Paulista Série A3, battendo l'União Barbarense, l'Olímpia, e il São Caetano nella finale a quattro.
Nel 2007, il club ha terminato al secondo posto nelle semifinali del Campeonato Paulista Série A2, venendo così promosso per la prima volta nella massima divisione statale.

## Palmarès

### Competizioni nazionali
- Campeonato Brasileiro Série C: 1

2022
- Campeonato Brasileiro Série D: 1

2020

### Competizioni statali
- Campeonato Paulista Série A3: 1

1997
- Campeonato Paulista Segunda Divisão: 1

1961*
*Come Grêmio Recreativo e Esportivo Cultura